# Línea 137 (Montevideo)
La línea 137 es una línea de ómnibus urbana de Montevideo. Une la Plaza España con la terminal en Paso de la Arena. La ida es Paso de la Arena y la vuelta Plaza España.

## Recorridos
Circula en ambos sentidos por los barrios: Ciudad Vieja, Centro, Barrio Sur, Palermo, Cordón, Aguada, Arroyo Seco, Bella Vista, Capurro, Prado, Paso Molino, Belvedere, La Teja, Villa del Cerro, La Paloma, Maracaná, Las Torres y Paso de la Arena.
| IDA - Terminal Plaza España - Camacuá - Brecha - Buenos Aires - Liniers - Ciudadela - Maldonado - Convención - Durazno - Aquiles Lanza - Avenida Gonzalo Ramírez - Minas - Mercedes - Avenida Daniel Fernández Crespo - Avenida de las Leyes - Avenida Agraciada - San Quintín - Juan B. Pandiani - Avenida Carlos Maria Ramírez - Cno. Cibils - Avenida Luis Batlle Berres - (Terminal de Paso de la Arena) Ida (desde la Aduana): - Juan Lindolfo Cuestas - Buenos Aires, continúa por ruta habitual... | VUELTA: - (Terminal de Paso de la Arena) - Avenida Luis Batlle Berres - Cno. Tomkinson - Cno. Cibils - Av. Carlos M. Ramírez - Av. Santín C. Rossi - Pedro Castellino - Zona A (Terminal del Cerro) - Egipto - Japón - Avenida Carlos Ma. Ramírez - Avenida Agraciada - Avenida de las Leyes - Madrid - Magallanes - Miguelete - Arenal Grande - Avenida Uruguay - Magallanes - Avenida Gonzalo Ramírez - Ejido - Isla de flores - Carlos Gardel - Paraguay - Soriano - Florida - Canelones - Camacuá - Terminal Plaza España Vuelta (hacia la Aduana) - ...Ruta Habitual - Soriano - Ciudadela - Plaza Independencia - Ciudadela - 25 de Mayo - Juncal - Cerrito - Juan Lindolfo Cuestas - Terminal Aduana |

Los días hábiles, a las tres de la madrugada, tiene un recorrido hacia la Unidad Agroalimentaria Metropolitana  en los Bulevares. Circula por la avenida Luis Batlle Berres, el camino La Higuerita y el camino Luis Eduardo Pérez.

## Destinos intermedios
IDA
1. U.A.M (a las 3 A. M.)

VUELTA
1. Zufriategui (Paso Molino)
2. Plaza de los Treinta y Tres
3. Aduana